# Acacia filipes
Acacia filipes är en ärtväxtart som beskrevs av Leslie Pedley. Acacia filipes ingår i släktet akacior, och familjen ärtväxter. Inga underarter finns listade i Catalogue of Life.